# Pluralitní ignorance

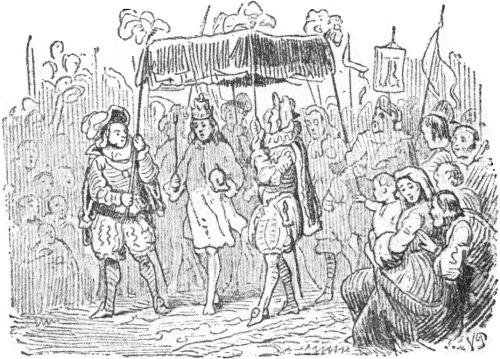
Ukázka pluralitní ignorace v příběhu Císařovy nové šaty

Pluralitní ignorance je pojem v sociální psychologii, označující změnu chování v závislosti na přítomnosti dalších osob, když si několik osob ve skupině nezávisle na sobě myslí, že má odlišné vjemy nebo postoje od zbytku skupiny. Přítomnost druhých lidí má vliv na to, jak vnímáme a hodnotíme vzniklou situaci. Jedinec má v takovém případě větší tendenci vyhodnotit určitou mimořádnou událost, která je nejasná nebo dvojznačná, jako neškodnou. Přestože někteří lidé neschvalují skupinovou normu, chovají se stejně jako ostatní členové skupiny, protože se domnívají, že ostatní členové skupiny jednají v souladu se svými názory, a usuzují z toho, že zbytek skupiny je ve svých názorech jednomyslný. Jinými slovy, protože každý, kdo s chováním skupiny nesouhlasí, se chová, jako by souhlasil, všichni nesouhlasící si myslí, že skupinová norma je schvalována všemi kromě nich samotných. To zpětně posiluje jejich ochotu raději se podřídit skupinové normě, než vyjádřit nahlas svůj nesouhlas. Dochází zde k chybnému vyhodnocení vnímání a cítění druhých lidí. Myslíme, že ostatní lidé myslí odlišně než my, přestože zjevné chování naše i jejich je shodné. Vlivem pluralitní ignorace se mohou lidé snadněji zkonformovat s domnělým jednotným skupinovým názorem, místo toho, aby jednali podle svého vlastního názoru.
Pluralitní ignorace může částečně vysvětlit efekt přihlížejícího, podle kterého jsou lidé spíše ochotni pomoci v krizové situaci (například dopravní nehoda, násilný trestný čin nebo pokus o sebevraždu), pokud jsou na to sami, než když je přítomen větší počet lidí. V takových mimořádných situacích mají lidé tendenci provést letmé pozorování druhých. Když zjistí, že všichni pokračují ve své činnosti a nikdo nepůsobí tak, že by jej situace nějak vyvedla z míry nebo že by ji vyhodnotil jako situaci vyžadující nějaký zásah, mohou pak z neaktivity ostatních usoudit, že podle všeobecného názoru není nutné zasahovat. Následkem toho může být, že nikdo nepodnikne nic, přestože někteří si soukromě myslí, že by se něco podniknout mělo. Na druhou stranu pokud se někdo rozhodne zasáhnout, je velká pravděpodobnost, že jeho příkladu budou následovat i další.
Latane a Darley podnikli v roce 1970 experiment, testující pluralitní ignoraci. Účastníci měli vyplňovat dotazníky. Po nějakém čase začal z ventilace unikat bílý kouř, který zaplnil místnost. Ve variantě, kdy byl člověk v místnosti sám, odešlo 55% účastníků do 2 minut a 75% do 4 minut. Pokud bylo v místnosti víc lidí, měli větší problém odhodlat se k opuštění místnosti: jen 12% jich odešlo do 2 minut a 38% do 6 minut.